# Diego Gómez Amarilla
Diego Alexander Gómez Amarilla (San Juan Bautista, 27 de marzo de 2003) es un futbolista paraguayo. Juega como mediocampista o extremo y su equipo actual es el Brighton & Hove Albion de la Premier League de Inglaterra. Es internacional absoluto con la selección de Paraguay.

## Trayectoria

### Inicios
Nacido el 27 de marzo de 2003 en San Juan Bautista, Departamento de Misiones, y criado en la compañía Mburika Retã de la misma ciudad, Gómez fue formado en las divisiones inferiores del Club Libertad y proviene de la escuela de fútbol del Club 24 de Junio de San Juan Bautista, donde jugó desde los seis años de edad hasta que fue descubierto por los cazatalentos del Club Libertad, encabezado por Roberto Paredes y Nelson Zacarías.

### Club Libertad
Gómez debutó con el primer equipo el 4 de mayo del 2022 ante el Caracas FC por la Copa Libertadores. Se ganó la titularidad del equipo a mediados de la temporada 2022.

### Inter de Miami
En julio de 2023 fue fichado por el Inter de Miami de la MLS de los Estados Unidos y Canadá, aquí sería compañero del famoso futbolista argentino Lionel Messi, el cual debutó el 21 de julio de 2023 ante el C. F. Cruz Azul de México, por la Leagues Cup 2023.
Debutó en el club el 2 de agosto de 2023 en un partido contra el Orlando City S.C por los octavos de final de la Leagues Cup 2023, partido que su equipo ganó 3-1.

### Brighton & Hove Albion
El 10 de diciembre de 2024, Gómez llegó a un acuerdo para fichar por el Brighton & Hove Albion de la Premier League de Inglaterra a partir del 1 de enero de 2025, en un traspaso valorado en aproximadamente €14 millones.

## Selección nacional

### Sub-20
Fue convocado a la selección Sub-20 de Paraguay para los Juegos Suramericanos de 2022 realizados en Asunción, donde el equipo obtuvo la medalla de oro, también fue convocado al Campeonato Sudamericano de Fútbol Sub-20 de 2023.
| Torneo                                           | Sede     | Resultado | Partidos | Goles |
| ------------------------------------------------ | -------- | --------- | -------- | ----- |
| Juegos Suramericanos de 2022                     | Asunción | Campeón   | 5        | 0     |
| Campeonato Sudamericano de Fútbol Sub-20 de 2023 | Colombia | 6.º lugar | 9        | 0     |

### Sub-23
Gómez fue campeón con la selección sub-23 de Paraguay en el Torneo Preolímpico Sudamericano de 2024 realizado en Venezuela, siendo el capitán del equipo albirrojo y máximo goleador del campeonato con cinco anotaciones.
| Torneo                                         | Sede    | Resultado        | Partidos | Goles |
| ---------------------------------------------- | ------- | ---------------- | -------- | ----- |
| Torneo Preolímpico Sudamericano Sub-23 de 2024 | Caracas | Campeón          | 7        | 5     |
| Juegos Olímpicos 2024                          | París   | Cuartos de final | 3        | 1     |

### Absoluta
Debutó con la selección de Paraguay el 31 de agosto de 2022 en un partido amistoso ante México.

#### Goles en la selección
| Goles con la selección de Paraguay | Goles con la selección de Paraguay | Goles con la selección de Paraguay | Goles con la selección de Paraguay | Goles con la selección de Paraguay | Goles con la selección de Paraguay | Goles con la selección de Paraguay | Goles con la selección de Paraguay | Goles con la selección de Paraguay |
| Resultados                         | Resultados                         | Resultados                         | Resultados                         | Lugar                              | Estadio                            | Fecha                              | Tipo                               | Goles                              |
| ---------------------------------- | ---------------------------------- | ---------------------------------- | ---------------------------------- | ---------------------------------- | ---------------------------------- | ---------------------------------- | ---------------------------------- | ---------------------------------- |
| Paraguay                           | 1                                  | 0                                  | Brasil                             | Asunción                           | Estadio Defensores del Chaco       | 10 de septiembre de 2024           | Eliminatorias Sudamericanas 2026   | 1 gol                              |

Para un total de 1 gol.

#### Participaciones en Eliminatorias Sudamericanas
| Eliminatorias                    | Resultado   | Partidos | Goles | Asist. |
| -------------------------------- | ----------- | -------- | ----- | ------ |
| Eliminatorias Sudamericanas 2026 | Por definir | 8        | 1     | 2      |

## Estadísticas

### Clubes
Actualizado hasta su último partido disputado el 25 de mayo de 2025.
| Club                                    | Div.          | Temporada     | Liga  | Liga  | Liga   | Copas nacionales | Copas nacionales | Copas nacionales | Torneos internacionales | Torneos internacionales | Torneos internacionales | Total | Total | Total  |
| Club                                    | Div.          | Temporada     | Part. | Goles | Asist. | Part.            | Goles            | Asist.           | Part.                   | Goles                   | Asist.                  | Part. | Goles | Asist. |
| --------------------------------------- | ------------- | ------------- | ----- | ----- | ------ | ---------------- | ---------------- | ---------------- | ----------------------- | ----------------------- | ----------------------- | ----- | ----- | ------ |
| Club Libertad Paraguay                  | 1.ª           | 2022          | 21    | 2     | 1      | —                | —                | —                | 5                       | 0                       | 0                       | 26    | 2     | 1      |
| Club Libertad Paraguay                  | 1.ª           | 2023          | 19    | 3     | 2      | —                | —                | —                | 7                       | 1                       | 1                       | 26    | 4     | 3      |
| Club Libertad Paraguay                  | Total club    | Total club    | 40    | 5     | 3      | 0                | 0                | 0                | 12                      | 1                       | 1                       | 52    | 6     | 4      |
| Inter de Miami Estados Unidos           | 1.ª           | 2023          | 5     | 1     | 0      | 2                | 0                | 0                | 5                       | 0                       | 0                       | 12    | 1     | 0      |
| Inter de Miami Estados Unidos           | 1.ª           | 2024          | 22    | 3     | 5      | —                | —                | —                | 6                       | 3                       | 2                       | 28    | 6     | 7      |
| Inter de Miami Estados Unidos           | Total club    | Total club    | 27    | 4     | 5      | 2                | 0                | 0                | 11                      | 3                       | 2                       | 40    | 7     | 7      |
| Brighton Hove & Albion F. C. Inglaterra | 1.ª           | 2024-25       | 16    | 1     | 0      | 3                | 0                | 0                | —                       | —                       | —                       | 19    | 1     | 0      |
| Brighton Hove & Albion F. C. Inglaterra | Total club    | Total club    | 16    | 1     | 0      | 3                | 0                | 0                | 0                       | 0                       | 0                       | 19    | 1     | 0      |
| Total carrera                           | Total carrera | Total carrera | 83    | 10    | 8      | 5                | 0                | 0                | 23                      | 4                       | 3                       | 111   | 14    | 11     |
| 1. 2.                                   |               |               |       |       |        |                  |                  |                  |                         |                         |                         |       |       |        |

### Selecciones nacionales
Actualizado hasta su último partido disputado el 10 de junio de 2025.
| Selección         | Año             | Amistosos | Amistosos | Amistosos | Eliminatorias | Eliminatorias | Eliminatorias | Continental | Continental | Continental | Mundial | Mundial | Mundial | Total | Total | Total  |
| Selección         | Año             | Part.     | Goles     | Asist.    | Part.         | Goles         | Asist.        | Part.       | Goles       | Asist.      | Part.   | Goles   | Asist.  | Part. | Goles | Asist. |
| ----------------- | --------------- | --------- | --------- | --------- | ------------- | ------------- | ------------- | ----------- | ----------- | ----------- | ------- | ------- | ------- | ----- | ----- | ------ |
| Sub-20 Paraguay   | 2022            | 2         | 0         | 0         | —             | —             | —             | 4           | 0           | 2           | —       | —       | —       | 6     | 0     | 2      |
| Sub-20 Paraguay   | 2023            | —         | —         | —         | —             | —             | —             | 5           | 0           | 0           | —       | —       | —       | 5     | 0     | 0      |
| Sub-20 Paraguay   | Total           | 2         | 0         | 0         | 0             | 0             | 0             | 9           | 0           | 2           | 0       | 0       | 0       | 11    | 0     | 2      |
| Sub-23 Paraguay   | 2023            | 2         | 1         | 0         | —             | —             | —             | —           | —           | —           | —       | —       | —       | 2     | 1     | 0      |
| Sub-23 Paraguay   | 2024            | —         | —         | —         | —             | —             | —             | 7           | 5           | 2           | 4       | 1       | 2       | 11    | 6     | 4      |
| Sub-23 Paraguay   | Total           | 2         | 1         | 0         | 0             | 0             | 0             | 7           | 5           | 2           | 4       | 1       | 2       | 13    | 7     | 4      |
| Absoluta Paraguay | 2022            | 2         | 0         | 0         | —             | —             | —             | —           | —           | —           | —       | —       | —       | 2     | 0     | 0      |
| Absoluta Paraguay | 2023            | 2         | 0         | 0         | 3             | 0             | 0             | —           | —           | —           | —       | —       | —       | 5     | 0     | 0      |
| Absoluta Paraguay | 2024            | —         | —         | —         | 5             | 1             | 1             | —           | —           | —           | —       | —       | —       | 5     | 1     | 1      |
| Absoluta Paraguay | 2025            | —         | —         | —         | 3             | 0             | 1             | —           | —           | —           | —       | —       | —       | 3     | 0     | 1      |
| Absoluta Paraguay | Total           | 4         | 0         | 0         | 11            | 1             | 2             | 0           | 0           | 0           | 0       | 0       | 0       | 15    | 1     | 2      |
| Total selección   | Total selección | 8         | 1         | 0         | 11            | 1             | 2             | 16          | 5           | 4           | 4       | 1       | 2       | 39    | 8     | 8      |
| 1. 2. 3.          |                 |           |           |           |               |               |               |             |             |             |         |         |         |       |       |        |

## Palmarés

### Títulos nacionales
| Título             | Club              | País           | Año    |
| ------------------ | ----------------- | -------------- | ------ |
| Primera División   | Club Libertad     | Paraguay       | 2022-A |
| Primera División   | Club Libertad     | Paraguay       | 2023-A |
| Primera División   | Club Libertad     | Paraguay       | 2023-C |
| Supporters' Shield | Inter Miami C. F. | Estados Unidos | 2024   |

### Títulos internacionales
| Título                   | Club (*)        | Sede           | Año  |
| ------------------------ | --------------- | -------------- | ---- |
| Juegos Suramericanos     | Paraguay Sub-20 | Paraguay       | 2022 |
| Leagues Cup              | Inter de Miami  | Estados Unidos | 2023 |
| Preolímpico Sudamericano | Paraguay Sub-23 | Venezuela      | 2024 |

(*) Incluyendo la selección.

### Distinciones individuales
| Distinción                                                                     | Año  |
| ------------------------------------------------------------------------------ | ---- |
| Futbolista joven revelación                                                    | 2022 |
| Máximo goleador del Torneo Preolímpico Sudamericano                            | 2024 |
| Parte del XI ideal de las Fechas 7 y 8 de las Eliminatorias Sudamericanas 2026 | 2024 |
| Mejor futbolista sub-22 de la temporada 2024 de la MLS                         | 2024 |
| Atleta Olímpico 2024, por el Comité Olímpico Paraguayo                         | 2024 |
| Futbolista Paraguayo del Año                                                   | 2024 |